# Knox City (Missouri)
Pour les articles homonymes, voir Knox City.
Knox City est une ville du comté de Knox, dans le Missouri, aux États-Unis,. Située à l'est du comté, elle est fondée en 1872 et incorporée en 1959.

## Démographie
Lors du recensement de 2010, la ville comptait une population de 216 habitants. Elle est estimée, en 2016, à 208 habitants.

### Source de la traduction
- (en) Cet article est partiellement ou en totalité issu de l’article de Wikipédia en anglais intitulé « Knox City, Missouri » (voir la liste des auteurs).